# دماغ المليار دولار
دماغ المليار دولار Billion-Dollar Brain هي رواية تجسس في فترة الحرب الباردة للروائي الإنجليزي لين ديتون.
رابع رواية لديتون بطلها عميل سري يعمل للمخابرات البريطانية. إذ نشر قبلها ثلاث روايات هي «ملف إيبكريس» و«حصان تحت الماء» و«جنازة في برلين». وكمعظم روايات الكاتب فإن الحبكة معقدة وتنتهي الأحداث نهايات مسدودة.

## روابط خارجية
- دماغ المليار دولار على موقع الموسوعة البريطانية (الإنجليزية)